# Президентские выборы в Тринидаде и Тобаго (2018)
Непрямые президентские выборы 2018 года в Тринидаде и Тобаго прошли 19 января. 5 января 2018 года судья апелляционного суда островов Теркс и Кайкос Пола-Мэй Уикс была выдвинута правительством Народного национального движения премьер-министра Кита Роули в надежде на достижение консенсуса с объединённой оппозицией под руководством лидера Объединённого национального конгресса Камлы Персад-Биссессаром. Оппозиция позже поддержала кандидатуру Уикс. Так как она оказалась единственной кандидатурой, голосование не понадобилось. Она стала первой женщиной-президентом в истории Тринидада и Тобаго. Уикс заняла пост президента 19 марта 2018 года.

## Избирательная система
Президент Тринидада и Тобаго избирается в ходе непрямых выборов на 5-летний срок. Коллегия выборщиков включает 41 депутата Палаты представителей и 31 члена Сената.
Для того, чтобы быть избранным, кандидат должен набрать большинство поданных голосов при наличии кворума в обеих палатах парламента, то есть по крайней мере 10 сенаторов и 12 депутатов. При наличии единственного кандидата он или она считается избранным без голосования.